# Coxicerberus anfindicus
Coxicerberus anfindicus är en kräftdjursart som först beskrevs av Messana, Argano och Baldari 1978.  Coxicerberus anfindicus ingår i släktet Coxicerberus och familjen Microcerberidae. Inga underarter finns listade i Catalogue of Life.